# しいの実
しいの 実（しいの みのる、本名：椎野 壽脩（しいの ひさなが））は、日本の演歌歌手、作曲家。大分県宇佐市出身。大分県立四日市高等学校卒。

## 略歴
1962年に上京後、数年の下積み時代を経て1965年にNHKオーディションで春日八郎の「長崎の女」を歌い、合格したのをきっかけに演歌歌手としてデビュー。
デビュー当初から岐阜を音楽活動の拠点とし、「四十八滝飛騨国府」「わたしの飛騨古川」「高山の夜」など飛騨地方の歌を数多くリリース。
「高山の夜」はレコードやCDなどを合わせた累計で30万枚以上を売り上げ、1981年にはビクターレコードヒット賞を受賞した。
2004年には歌手活動35周年記念でリリースした「ふるさとの唄」がヒット。さらに翌2005年には新潟県中越地震で被害に遭った山古志村の人々へのチャリティー活動として、同曲の歌詞をニシキゴイや闘牛など山古志村の情景に置き換えて「山古志恋唄」として編曲し、CDを全村民にプレゼントした。
現在は岐阜市に有限会社しいの実音楽事務所を設立し、同事務所にて演歌・歌謡教室も開講している。各地での講演活動や楽曲提供事業も行っている。

## ディスコグラフィ
- 1960年代
  - 1969年1月 「高山の夜」／「恋の柳ケ瀬」リリース
  - 1969年12月 「今夜が欲しい」／「大分の女」リリース
- 1970年代
  - 1971年1月 「なみだ酒」／「生き残り」
  - 1972年7月 「三河路慕情」／「涙町0番地」
  - 1974年3月 「柳ケ瀬追分」／「みだれ髪」
  - 1975年3月 「てるてる小唄」／「あゝ人知れず」
  - 1977年4月 「セリフ入り高山の夜」
  - 1979年4月
    - ふるさと歌謡「男の街道」（歌手生活10周年記念LP）※14曲中、12曲は岐阜県の名所を唄ったオリジナル曲 
      1. 男の街道
      2. 恋灯り　※美濃加茂
      3. 野　峠は春遠く
      4. 白川の郷
      5. ふるさと流し唄　※岐阜市
      6. 郡上の恋唄
      7. 関ヶ原悲唄
      8. 高山の夜（アルバムバージョン）
      9. 花ぐるみ　※徳山村
      10. いで湯小唄（下呂小唄）
      11. 養老ばやし　※養老
      12. 夫婦ばし
      13. 男の挽歌　※大垣
      14. 美濃音頭　※美濃、関

  - 1979年12月 「郡上の恋唄」／「美濃音頭」
- 1980年代
  - 1980年4月 「高山の夜」／「野麦峠は春遠く」
  - 1981年1月 「高山の夜」　ビクターレコードヒット賞受賞
  - 1982年7月 「わすれ宿」／「北の湯の街」
  - 1983年4月 「交通安全音頭」
  - 1984年8月 「ネオン情話」／「お人よし」
  - 1985年1月 「西国東郡の歌」
  - 1985年1月 「真玉音頭」
  - 1987年10月 「わが心のふるさと」（しいの実の生れ故郷宇佐市制20周年記念曲）
  - 1988年3月 「柳ケ瀬音頭」（柳ケ瀬100年記念曲）
  - 1989年2月 「湯の街わかれ雪」／「夢ほたる」（歌手生活20周年記念曲）
- 1990年代
  - 1990年1月 「いんない音頭」
  - 1994年5月 「高山の女」／「男の火祭り」（歌手生活25周年記念曲）
  - 1997年10月 「なでしこ慕情」
  - 1997年10月 「なでしこ小唄」
  - 1999年7月 岐阜市に長年在住して岐阜の歌を多数、全国に発信した功績により、岐阜市より「ふるさと文化賞」を受賞
  - 1999年8月 「のぞみ（希望）」／「四十八滝飛騨国府」（歌手生活30周年記念曲）
- 2000年代
  - 2004年6月 「ふるさと恋唄」／「わたしの飛騨古川」
  - 2005年3月 「山古志恋唄」（旧山古志村復興歌）※未発売曲
  - 2009年7月 「おんなの旅路」／「越美南線」
  - 2010年11月 「高山の夜」／「高山の女」※CD版再リリース
  - 2014年4月 「母の宿」／「東濃めぐり」

## 出演
ラジオ
- ごきげんいかがですか?しいの実です - ぎふチャンラジオ（毎週日曜日8:00-8:30）